# Line Christophersen
Line Christophersen (Dianalund, 14 de enero de 2000) es una deportista danesa que compite en bádminton. Ganó una medalla de plata en el Campeonato Europeo de Bádminton de 2021, en la prueba individual.

## Palmarés internacional
| Campeonato Europeo | Campeonato Europeo | Campeonato Europeo | Campeonato Europeo |
| Año                | Lugar              | Medalla            | Prueba             |
| ------------------ | ------------------ | ------------------ | ------------------ |
| 2021               | Kiev (Ucrania)     | Medalla de plata   | Individual         |